# Lepthoplosternum
Lepthoplosternum, rod malenih slatkovodnih riba iz reda somovki (Siluriformes), koje žive po južnoameričkim rijekama. Narastu maksimalno do šest cetimetara, a mnoge vrste i ispod pet centimetara. 
Rod Lepthoplosternum pripada porodici Callichthyidae, a opisao ga je R. E. Reis 1997. Njezina tipična vrsta je L. pectorale, koju je opisao Boulenger još 1895 godine pod izvornim imenom Callichthys pectoralis. Drugi stariji sinonim joj je Hoplosternum pectorale (od istog autora).
1. Lepthoplosternum altamazonicum Reis, 1997
2. Lepthoplosternum beni Reis, 1997
3. Lepthoplosternum pectorale (Boulenger, 1895)
4. Lepthoplosternum stellatum Reis & Kaefer, 2005
5. Lepthoplosternum tordilho Reis, 1997
6. Lepthoplosternum ucamara Reis & Kaefer, 2005